# Xyccarph wellingtoni
Xyccarph wellingtoni là một loài nhện trong họ Oonopidae.
Loài này thuộc chi Xyccarph. Xyccarph wellingtoni được miêu tả năm 1996 bởi Höfer & Antonio D. Brescovit.